# 日高堯子
日高 堯子（ひたか たかこ、1945年6月29日 - ）は、日本の歌人。歌誌「かりん」編集委員。同人誌「鱧と水仙」同人。

## 略歴
千葉県夷隅郡中川村（現・いすみ市）に生まれる。1964年（昭和39年）、千葉県立千葉女子高等学校を卒業後、早稲田大学教育学部国語国文科に入学。1968年（昭和43年）に卒業。卒論は「堤中納言物語」に関する論文だった。
1970年（昭和45年）、日高昭二（神奈川大学教授、日本近代文学会代表理事）と結婚。1974年（昭和49年）から公立図書館に勤務し、そこで現代歌人の歌集に触れたことから、作歌活動を始める。
1979年（昭和54年）2月、歌誌「かりん」に参加し、馬場あき子に師事する。1992年（平成4年）より「かりん」編集委員。2002年（平成14年）から2005年（平成17年）まで、早稲田大学文学部非常勤講師を務めた。2010年（平成22年）から、早稲田大学教育学部非常勤講師を務める。

## 作品
1988年（昭和63年）に第一歌集『野の扉』を刊行。豊穣な自然との交歓、動植物や風土への一体化の志向など、アニミズム的な感覚が評価された。日高本人はそれを、同歌集の後書きで「楽園憧憬者の草物語の確認」と表現している。

そのころより、同じく自然と幻想を好む歌人である前登志夫に関する論考の執筆をはじめ、それは後に『山上のコスモロジー　前登志夫論』として結実する。
第二歌集『牡鹿の角の』では、直接的な自然描写だけでなく、夫婦という独特な関係をさまざまな角度から描き出すことに挑戦するなど、微妙な日常感覚によって喚起される自然感覚への接近を試みている。
第四歌集『玉虫草子』の頃から評価はさらに高まり、初期作品に色濃かった「自然との一体感」が、成熟して軽やかな美しさを獲得したとされた。

## 受賞歴
- 1980年（昭和55年） - 『暮色』で第23回短歌研究新人賞候補
- 2004年（平成16年） - 第五歌集『樹雨』により第31回日本歌人クラブ賞および第14回河野愛子賞を受賞
- 2007年（平成19年） - 作品「芙蓉と葛と」30首により第41回短歌研究賞を受賞
- 2008年（平成20年） - 第六歌集『睡蓮記』により第13回若山牧水賞を受賞

## 著作

### 歌集
- 歌集『野の扉』 雁書館 1988.12
- 歌集『牡鹿の角の』 砂子屋書房 1992.6
- 歌集『袰月もゆら』 砂子屋書房 1995.4
- 歌集『玉虫草子』 砂子屋書房 1998.12.
- 『日高堯子(尭子)歌集』 砂子屋書房〈現代短歌文庫〉  2001.5
- 歌集『樹雨』 北冬舎  2003.10
- 歌集『睡蓮記』 短歌研究社　2008.5
- 歌集『雲の塔』 角川学芸出版　2011.5
- 歌集『振りむく人』 砂子屋書房　2014.9
- 歌集『空目の秋』　ながらみ書房　2018.11
- 歌集『水衣集』　砂子屋書房　2021.10

### 評論集
- 『山上のコスモロジー』 砂子屋書房 1992.9
- 『黒髪考、そして女歌のために』 北冬舎 1999.11
- 『小さい葛籠　ー　歌・ことば・風景』　本阿弥書店　2023.3

### 共著
- 東京〈歌集〉,畑彩子:栞文,林あまり,日高堯子,加藤治郎,北冬舎／王国社（松戸市） ,1995
- HYOH 2007年4月 No.101 奈良崎俊子歌集『山頂光（モルゲン・ロート）』批評特集号, 奈良崎俊子,日高堯子,桑原正紀,江坂美知子, 横矢和則, 久津晃, 2007
- 春のえにし : 故・前登志夫お別れの会,前登志夫,岡井隆, 日高堯子, 佐佐木幸綱, 永田和宏, 岡野弘彦,山繭の会 編, 山繭の会, 2008.5.